# Сын полка (фильм, 1946)

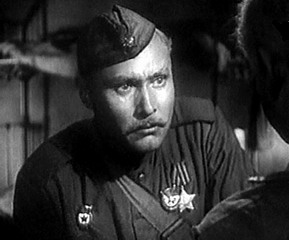
Григорий Плужник. Кадр из фильма

«Сын полка» — советский художественный фильм 1946 года, поставленный режиссёром Василием Прониным по одноимённой повести Валентина Катаева.

## Сюжет
Во время Великой Отечественной войны солдаты Красной Армии подбирают мальчишку-сироту. Он не хочет ехать в тыл и становится разведчиком при батарее. Когда расчёт батареи гибнет в бою, Ваню отправляют в Суворовское училище, ученики которого принимают участие в военном параде на Красной площади.

## В ролях
| Актёр               | Роль                                                   | Озвучивание       |
| ------------------- | ------------------------------------------------------ | ----------------- |
| Юрий Янкин          | пастушок / сын полка гвардии красноармеец Ваня Солнцев | Александр Гуськов |
| Александр Морозов   | гвардии капитан Дмитрий Петрович Енакиев               |                   |
| Григорий Плужник    | гвардии ефрейтор Василий Биденко                       |                   |
| Николай Парфёнов    | гвардии ефрейтор Кузьма Горбунов                       |                   |
| Николай Яхонтов     | гвардии сержант Егоров                                 |                   |
| Владимир Синев      | сын полка ефрейтор Вознесенский                        | Валерий Зубарев   |
| Павел Волков        | гвардии красноармеец Василий Иванович Ковалев          |                   |
| Александр Тимонтиев | адъютант Соболев                                       |                   |
| Аркадий Аркадьев    | полковник                                              |                   |
| Станислав Чекан     | гвардии красноармеец, артиллерист                      |                   |
| Софья Гаррель       | переводчица                                            |                   |
| Татьяна Барышева    | врач                                                   |                   |
| Андрей Петров       | гвардии красноармеец, часовой                          |                   |
| Георгий Бударов     | немецкий солдат                                        |                   |
| Карл Гурняк         | немецкий солдат                                        |                   |
| Александр Румнев    | немецкий офицер                                        |                   |

## Съёмочная группа
- Автор сценария: Валентин Катаев
- Режиссёр: Василий Пронин
- Художник-постановщик: Пётр Бейтнер
- Оператор: Грайр Гарибян
- Режиссёр: Юрий Васильчиков
- Композитор: Анатолий Лепин

## Реставрация
В 1970 году фильм восстановлен на киностудии «Мосфильм» с записью новой фонограммы. Голос сына полка Вани переозвучил Александр Гуськов. В реставрации фильма участвовали Вячеслав Тихонов, переозвучивший капитана Енакиева; Рудольф Панков, переозвучивший сержанта Егорова и Владимир Ферапонтов, переозвучивший ефрейтора Горбунова.